# José Carlos Trasante Martínez
José Carlos Trasante Martínez (Progreso, Canelones; 7 de septiembre de 1953-Cartagena, España; 2 de octubre de 2024) fue un futbolista y entrenador de fútbol uruguayo. 

## Trayectoria

### Jugador

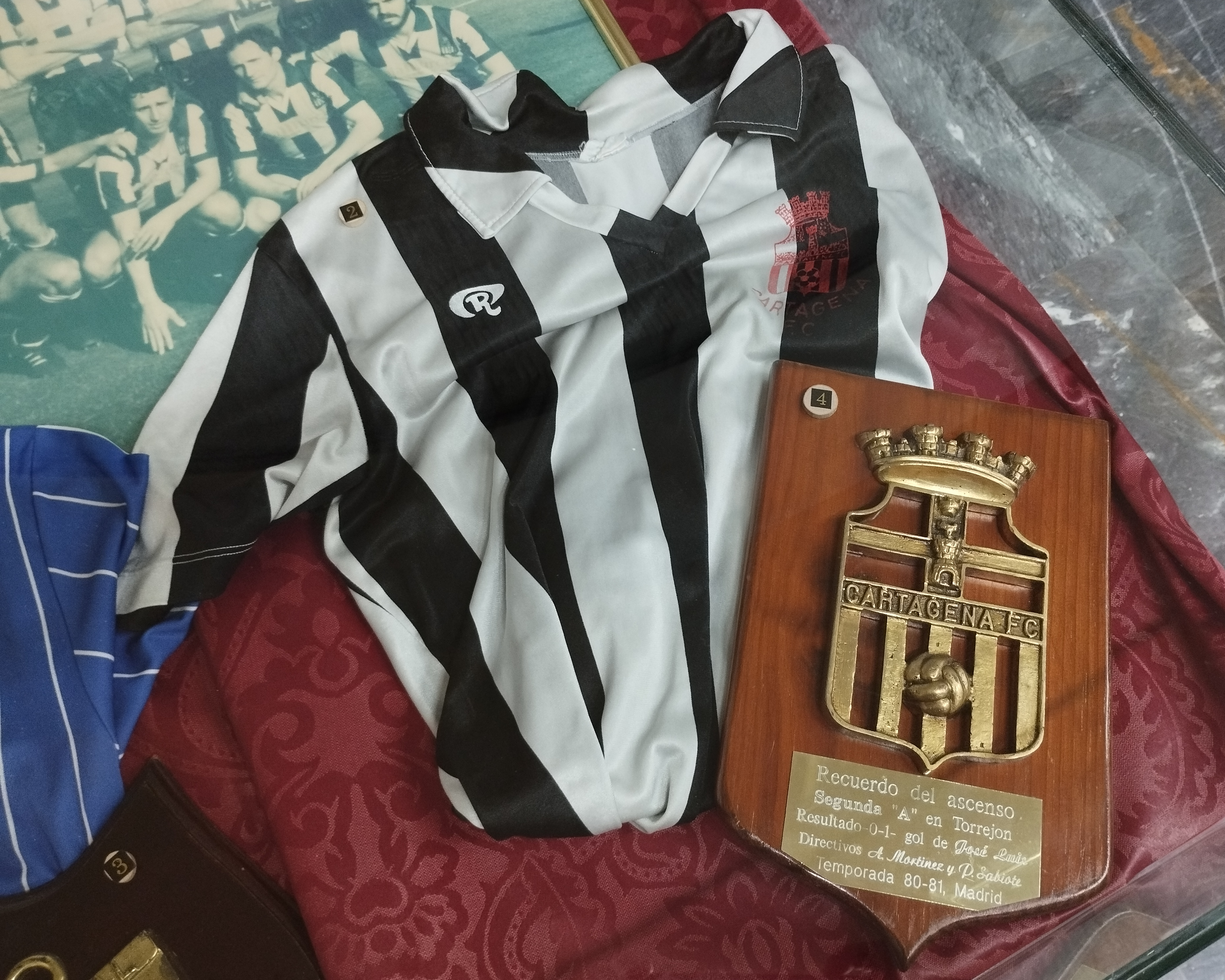
La camiseta de Trasante durante su etapa en el Cartagena FC, en una vitrina de la exposición Historia del fútbol en Cartagena (2025).

Como jugador debutó en el Racing Club Montevideo, cuarta división, y más tarde el debut con 17 años de edad en el primer equipo y en la selección juvenil nacional. 
En 1974 se trasladó a España y actuó tres campañas en el Rayo Vallecano (Segunda) con ascenso a Primera en la última de ellas. Después, Xerez CD (Segunda B), Algeciras CF (Segunda A) y AP Almansa (Preferente) fueron sus siguientes equipos.
En 1982 firmó con el Cartagena FC que por entonces militaba en Segunda División y en el que disfrutó de seis temporadas consecutivas en la categoría de plata del fútbol español hasta 1988, año en el que se retira.

### Entrenador
Como entrenador residiendo en Cartagena, empezó con el filial del FC Cartagena, Naval, Cartagena (Preferente) con ascenso a Tercera. 
En 1993 viajó a Perú para entrenar al Club Carlos A. Mannucci, de Primera División. 
Seguidamente preparó a la AD Las Palas, Orihuela C.F., Mazarrón C.F., Mármol Macael, Alhameño, AD Ceuta, Serrallo, AD Mar Menor-San Javier, FC Cartagena (Segunda B) y UD Almansa (Segunda B). 
En 2008 entrenó a la AD Las Palas, club en el que ha estado como técnico en cuatro etapas de su vida profesional. En 2010 entrenó al Pinatar Club de Fútbol.
En 2010 se convirtió en entrenador del Fútbol Club Pinatar, un club de nueva creación, que juega desde su creación en la Preferente Autonómica de la Región de Murcia y disputa sus partidos en las instalaciones del Pinatar Arena.
Más tarde, dirigió al C.D. Juvenia - Pozo Estrecho de la Preferente Autonómica de la Región de Murcia.
En 2018, firma por la Club Deportiva Minera del Grupo XIII de la Tercera División de España, al que entrenaría durante 3 temporadas, siendo destituido en marzo de 2021, debido a los malos resultados del conjunto de la población del Llano del Beal.

## Fallecimiento
Falleció el 2 de octubre de 2024 a causa de un infarto.